# Clogherhead
Clogherhead (iriska: Ceann Chlochair) är en ort i republiken Irland.   Den ligger i grevskapet Lú och provinsen Leinster, i den nordöstra delen av landet, 50 km norr om huvudstaden Dublin. Clogherhead ligger 41 meter över havet och antalet invånare är 1 993.
Terrängen runt Clogherhead är platt. Havet är nära Clogherhead österut.  Närmaste större samhälle är Drogheda, 11,0 km sydväst om Clogherhead. 